# Geflecktflüglige Ameisenjungfer
Die Geflecktflüglige Ameisenjungfer (Euroleon nostras) ist ein Netzflügler aus der Familie der Ameisenjungfern (Myrmeleontidae). Sie ist die einzige Art der Gattung in Europa.

## Merkmale
Die Tiere haben eine Vorderflügellänge von 25 bis 33 Millimetern. Ihre Flügel sind sehr variabel gefleckt. Man kann sie von ähnlichen Arten durch die Flügeladerung und durch auffällige Flecken zwischen Radius und Radiussektor nahe dem Vorderrand der Hinterflügel unterscheiden.

## Vorkommen
Die Art kommt in Europa bis in den Süden Schwedens vor und ist in Süd- und Mitteleuropa fast überall zu finden, dabei bevorzugt sie warme und trockene Biotope. Während ihre Vertikalausbreitung früher auf Höhen unter 500 m beschränkt war, ist diese in den letzten Jahren bis auf 800 m (Stand 2010) gestiegen; diese Veränderung wird auf den Klimawandel zurückgeführt.

## Lebensweise
Die nachtaktiven Imagines fliegen von Juni bis September. Sie halten sich am Tag in der Vegetation verborgen. Die Larven, die umgangssprachlich als Ameisenlöwen bezeichnet werden, bauen ihre Fangtrichter bevorzugt im lockeren Boden unter Wurzeln an vor Regen geschützten Stellen in warmen Wäldern. Sie sind mancherorts häufig. Sie überwintern als Larve und sind nach zwei Jahren voll entwickelt.

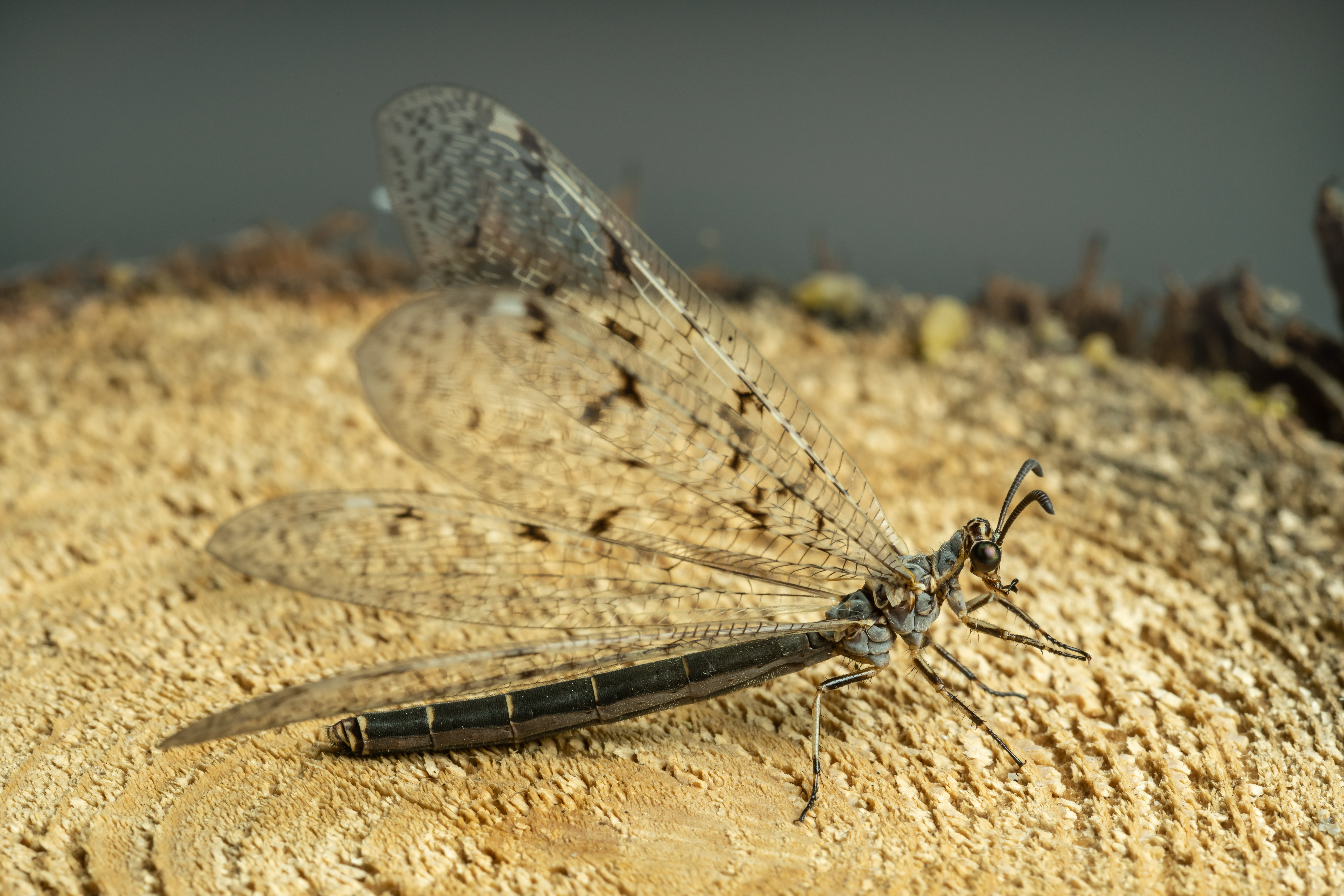
Seitenansicht
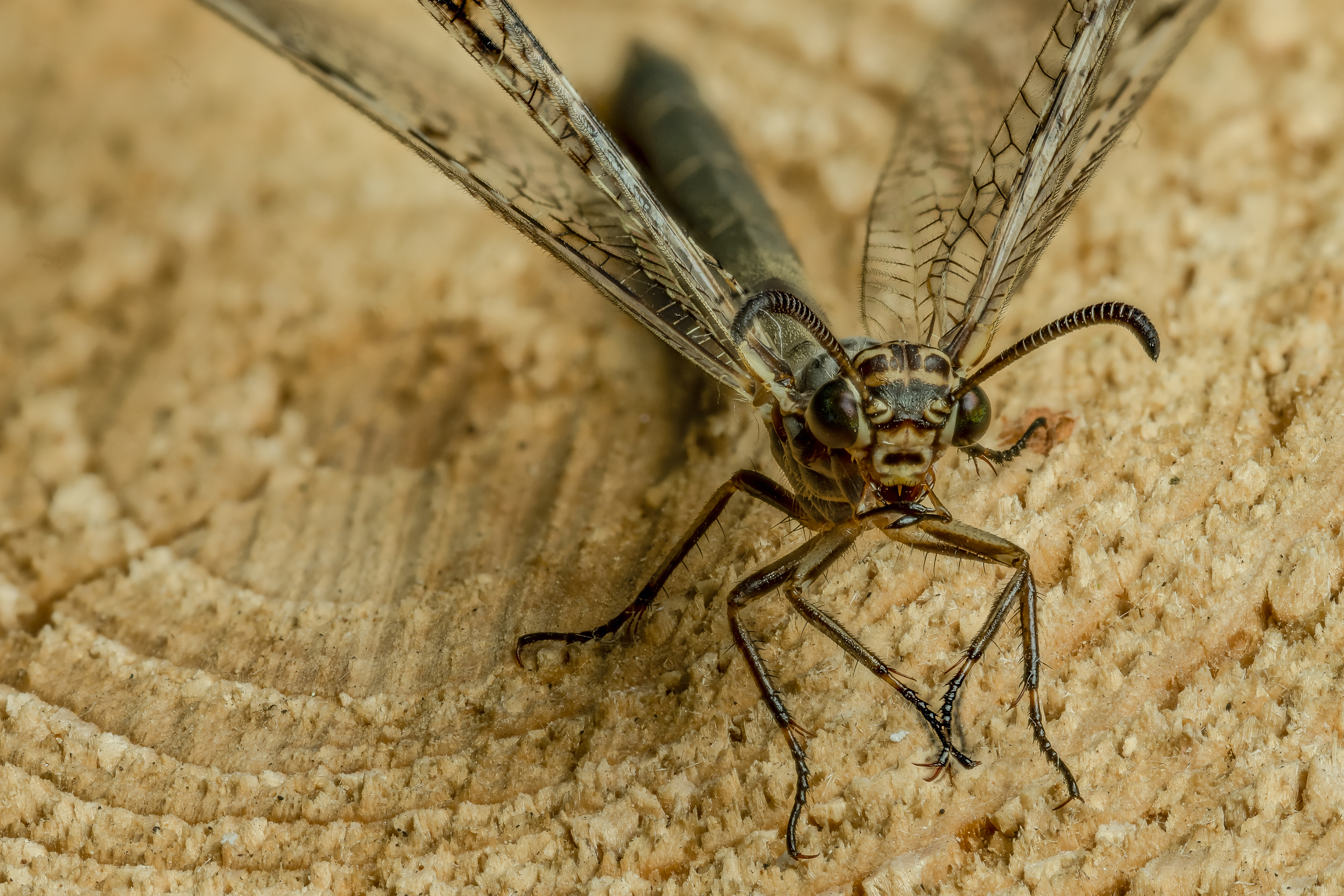
Frontalansicht
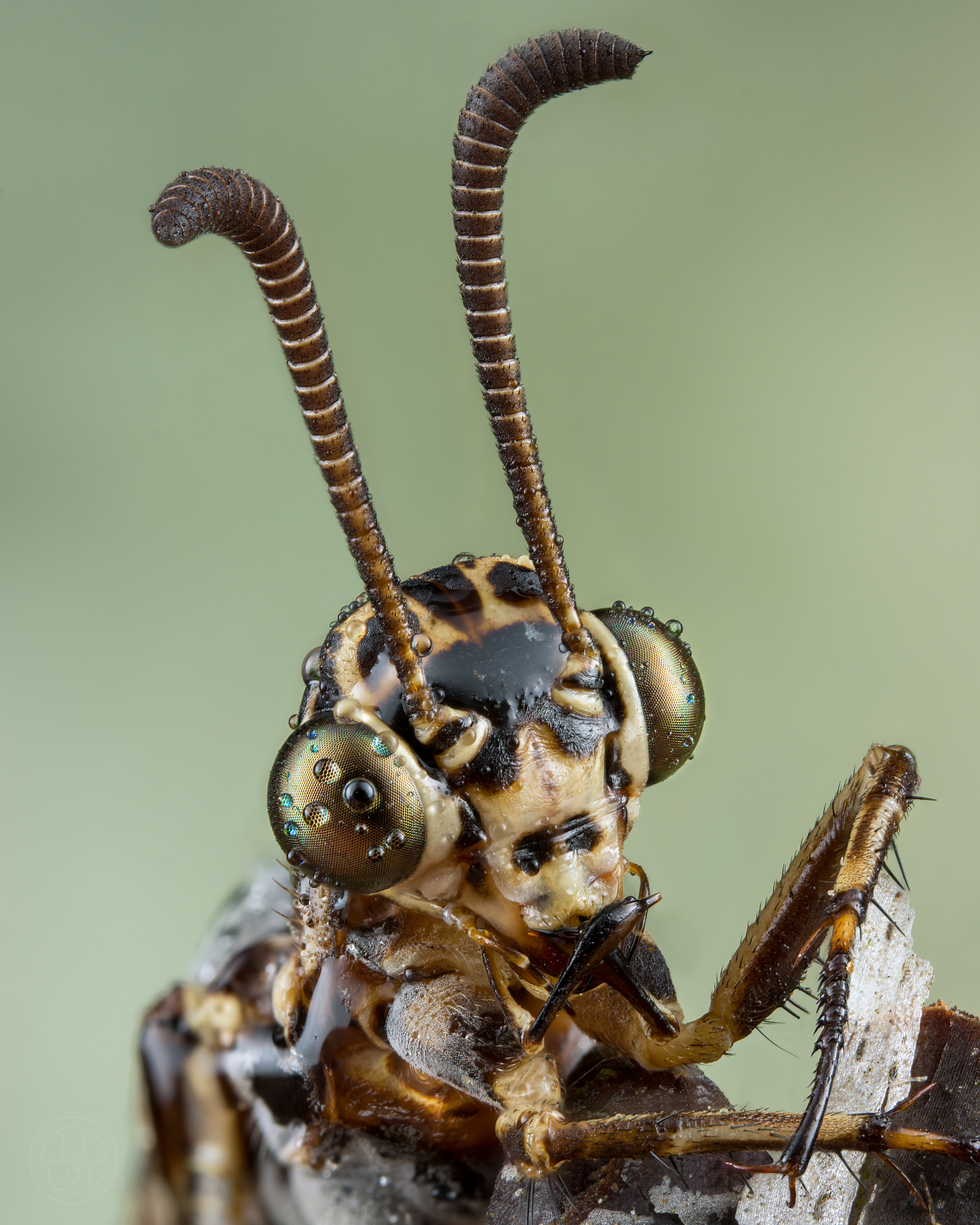
Kopf
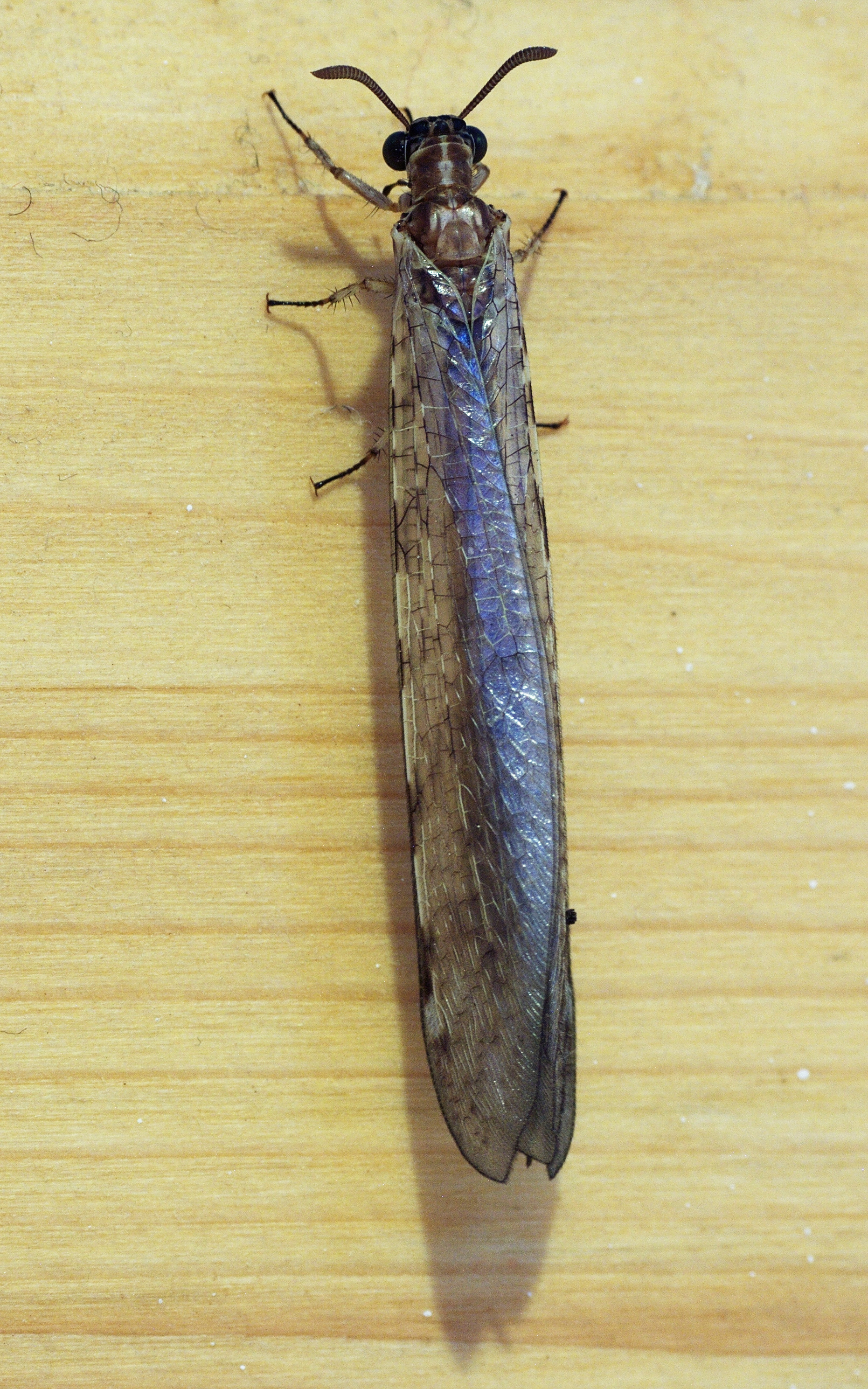
Flügel in Ruhestellung
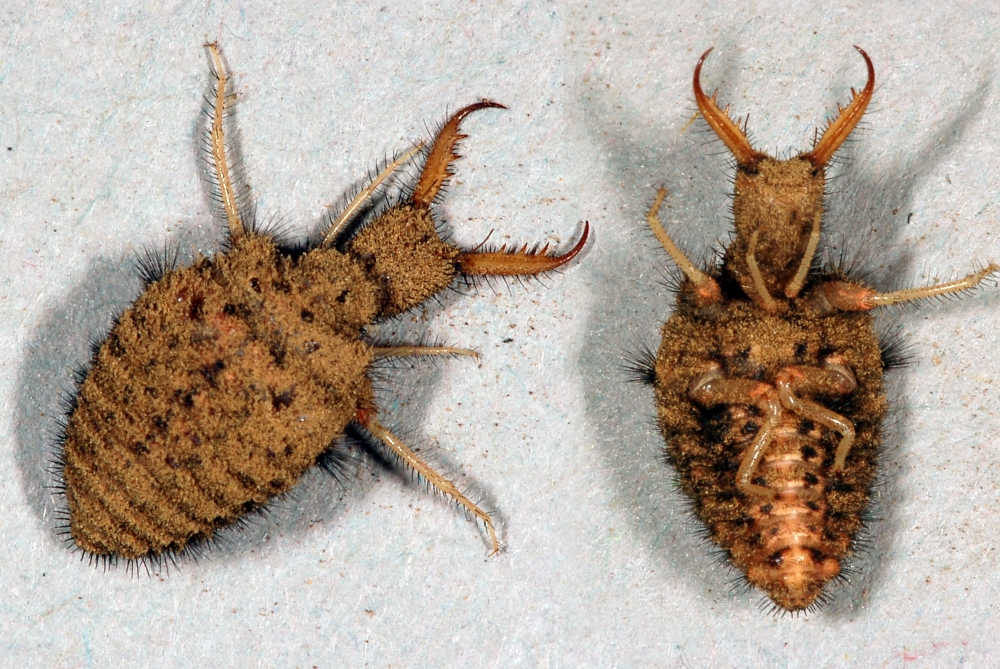
Larve
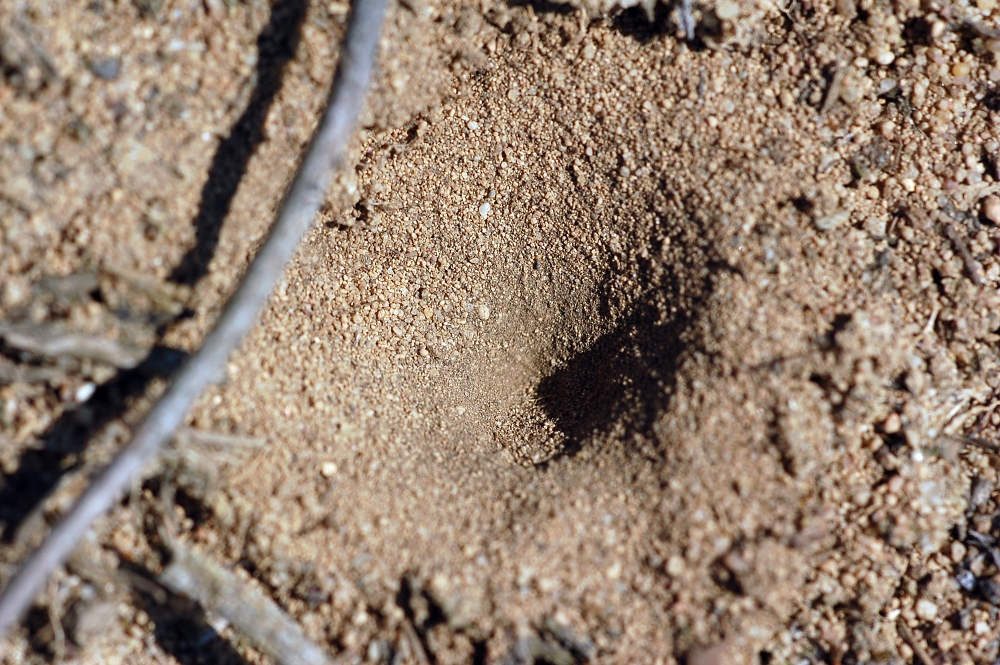
Fangtrichter einer Larve